# 1934

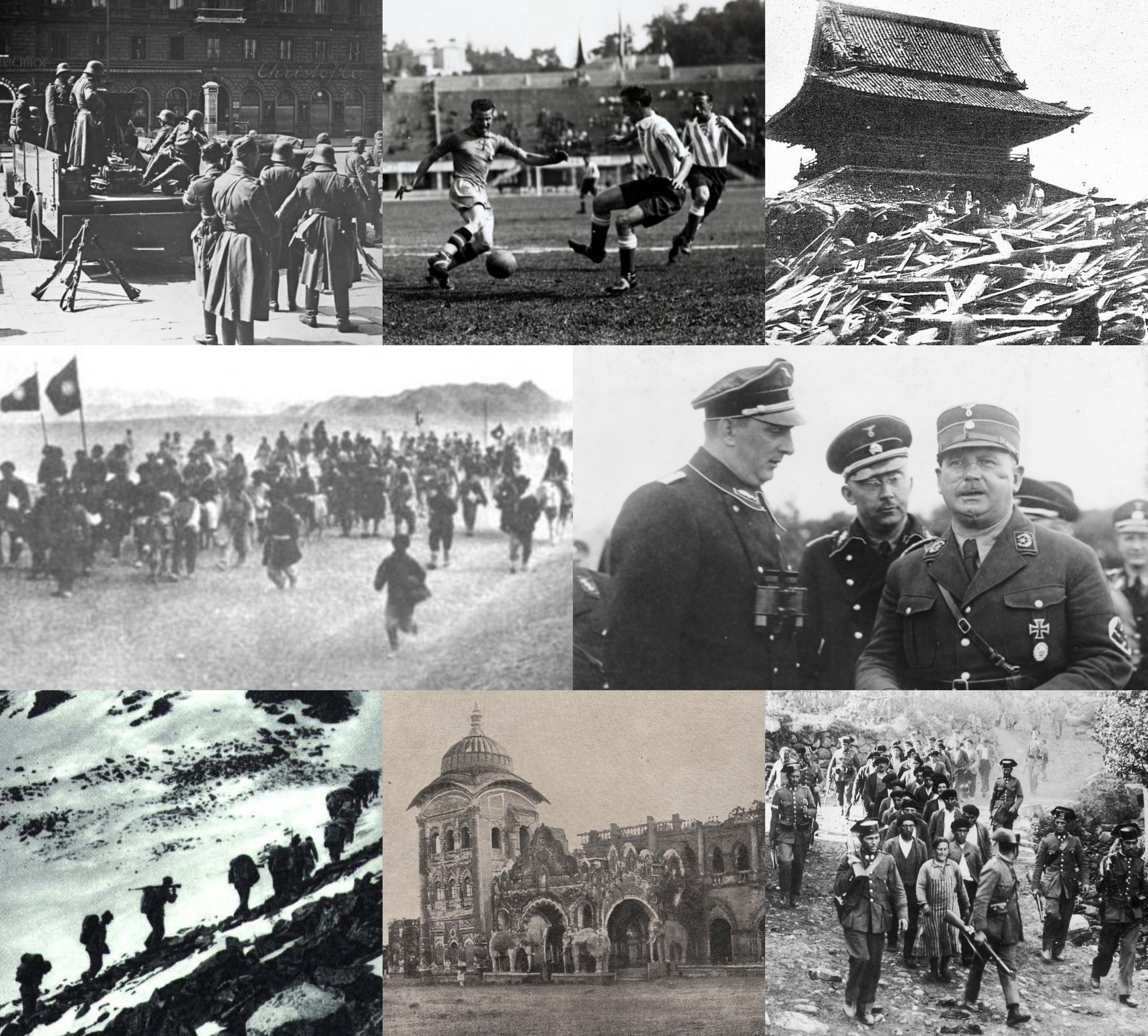

1934 (MCMXXXIV) là một năm thường bắt đầu vào Thứ hai của lịch Gregory, năm thứ 1934 của Công nguyên hay của Anno Domini, the năm thứ 934  của thiên niên kỷ 2, năm thứ 34  của thế kỷ 20, và năm thứ  5   của thập niên 1930. 

## Sự kiện

### Tháng 1
- 1 tháng 1: Khai chiến cộng hòa Trung Hoa và chính phủ Trung Hoa Dân Quốc.
- 13 tháng 1: Cộng hòa Trung Hoa tuyên bố giải thể.
- 21 tháng 1: Chính phủ Phúc Kiến thất bại.

### Tháng 2
- 12–15 tháng 2: Nội chiến Áo xảy ra.[1]

### Tháng 9
- 19 tháng 9: Liên Xô gia nhập Quốc tế Cộng sản.

### Tháng 10
- 10 tháng 10: Hồng quân công nông Trung Quốc tiến hành cuộc vạn lý trường chinh.

### Tháng 12
- 27 tháng 12: Ba Tư đổi tên thành Iran

## Sinh

### Tháng 1

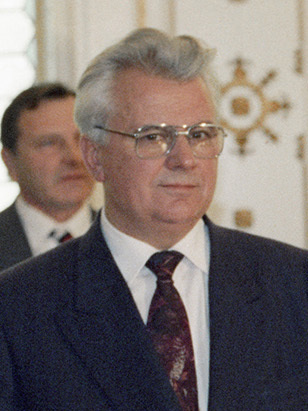
Leonid Kravchuk

- 10 tháng 1 - Leonid Kravchuk, Tổng thống đầu tiên Ukraina (m. 2022)

### Tháng 3
- 5 tháng 3: Gioan Baotixita Phạm Minh Mẫn, Hồng y thứ tư của Giáo hội Công giáo tại Việt Nam, nguyên Tổng giám mục Tổng giáo phận Thành phố Hồ Chí Minh
- 10 tháng 3: Abiko Motoo, Tác giả truyện Doraemon. (m. 2022)

### Tháng 8
- 5 tháng 8 – Thái Thanh, ca sĩ người Việt Nam (m. 2020).
- 13 tháng 8 - Hyon Chol-hae, là một Nguyên soái Quân đội Nhân dân Triều Tiên (m. 2022).

### Tháng 10
- 10 tháng 10: Lee Soon-jae, diễn viên người Hàn Quốc
- 13 tháng 10: Nana Mouskouri, ca sĩ người Hy Lạp

### Tháng 11
- 9 tháng 11: Ngô Mạnh Lân, phó giáo sư, tiến sĩ, họa sĩ, đạo diễn phim hoạt hình, Nghệ sĩ Nhân dân người Việt Nam (m. 2021)
- 13 tháng 11: La Lan, nữ diễn viên Hồng Kông

### Tháng 12

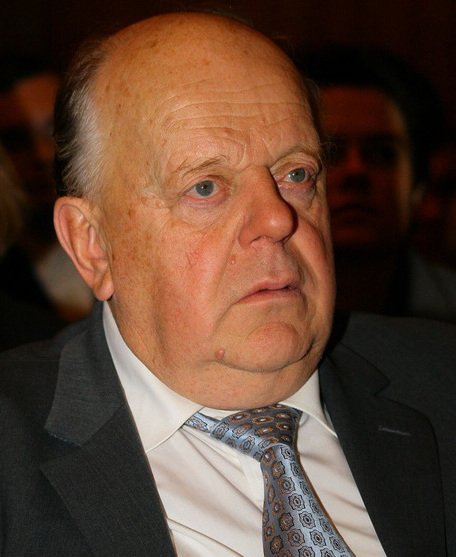
Stanislaŭ Stanislavavič Šuškievič

- 15 tháng 12: Stanislaŭ Stanislavavič Šuškievič, Chủ tịch thứ nhất của Hội đồng tối cao của Cộng hòa Belarus (m. 2022)

## Mất
- Y Jut, nhân sỹ người Êđê Việt Nam (sinh 1888).
- Emma, Vương hậu Hà Lan (sinh 1858).

## Giải Nobel
- Vật lý - không có giải
- Hóa học - Harold Clayton Urey
- Y học - George Hoyt Whipple, George Richards Minot, William Parry Murphy
- Văn học - Luigi Pirandello
- Hòa bình - Arthur Henderson